# Aranyélet
Aranyélet (en català «vida daurada») és una sèrie de televisió hongaresa.
Va ser produïda per HBO Europe i l'estudi Laokoon Filmgroup i es va emetre originalment entre el 8 de novembre de 2015 al 2 de desembre de 2018 a Hongria. Els seus creadors són Zsombor Dyga i Áron Mátyássy. La sèrie és una nova versió de la sèrie de drama criminal finesa Helppo elämä. Ràpidament va assolir un notable èxit a Hongria i gràcies al seu èxit comercial i les alabances de la crítica van significar que renovés i acabés esdevenint una sèrie de tres temporades. A més, va traspassar fronteres i es va estrenar a tots els canals europeus d'HBO. Posteriorment també ha estat exportada als Estats Units. Hom ha afirmat que es tracta de la millor sèrie hongaresa de la història.

## Argument
La sèrie té com a protagonista els Miklósi, una família adinerada que viu en un exclusiu barri de Budapest. La seva fortuna es basa en el pare de la família, Attila, dedicat a activitats criminals, però sempre entre les pressions del seu cap i la seva dona. Quan mor el seu pare, Attila decideix abandonar la seva forma de viure i esdevenir una persona decent. Tanmateix, la seva decisió no serà fàcil de dur a terme.

## Repartiment
| Actor             | Personatge     | Ref.  |
| ----------------- | -------------- | ----- |
| Szabolcs Thuróczy | Attila Miklósi | [ 2 ] |
| Eszter Ónodi      | Janka Miklósi  | [ 2 ] |
| Renátó Olasz      | Márk Miklósi   | [ 2 ] |
| Laura Döbrösi     | Mira Miklósi   | [ 2 ] |
| Zsolt Anger       | Endre Hollós   | [ 2 ] |